# Матвєєв Володимир Йосипович
Володимир Йосипович Матвєєв (24 липня 1943, Владивосток, Росія — 5 листопада 2024, місто Миколаїв) — український політик, колишній депутат ВР України, член фракції КПУ (з листопада 2007), 1-й секретар Миколаївського обласного комітету КПУ.

## Біографія
Народився 24 липня 1943 (місто Владивосток, Росія); росіянин; батько Йосип Іванович (1916—1992); мати Ольга Іванівна (1916—1946); дружина Людмила Дмитрівна (1943) — інженер-економіст ДП «Миколаївський суднобудівний завод», м. Миколаїв; має доньку, онуку і праонуків. 
Освіта: Миколаївський кораблебудівний інститут, кораблебудівний факультет (1961—1967), інженер-кораблебудівник, «Суднобудування і судноремонт»; Київська вища партійна школа при ЦК КПУ (1976—1978).
У липні 1958 — серпні 1960 року — старший робітник Білоруської геофізичної експедиції у місті Мозир.
У серпні 1960 — 1961 року — складальник суден Чорноморського суднобудівного заводу. У 1961 — вересні 1969 року — складальник корпусів, майстер стапельного цеху, секретар комітету комсомолу Заводу імені 61 комунара (тепер — Миколаївський суднобудівний завод) міста Миколаєва.
У вересні 1969 — листопаді 1974 року — 2-й секретар, 1-й секретар Миколаївського міського комітету ЛКСМУ.
У грудні 1974 — серпні 1976 року — заступник голови виконавчого комітету Корабельної районної ради міста Миколаєва.
У вересні 1976 — липні 1978 року — слухач Вищої партійної школи при ЦК КПУ.
З серпня 1978 року — будівельник відділу будівництва авіаносців Бюра головного будівельника, з 1978 року — заступник секретаря, з 1979 по листопад 1982 року — секретар парткому Чорноморського суднобудівного заводу міста Миколаєва.
У листопаді 1982 — січні 1985 року — 1-й секретар Заводського районного комітету КПУ міста Миколаєва.
У січні 1985 — червні 1987 року — інспектор ЦК КПУ.
18 червня 1987 — 1989 року — 1-й секретар Миколаївського міського комітету КПУ Миколаївської області.
У 1989 — січні 1991 року — 2-й секретар Миколаївського обласного комітету КПУ.
У січні — серпні 1991 року — 1-й секретар Миколаївського обласного комітету КПУ.
У вересні 1991 — травні 1998 року — заступник головного будівельника, директор з питань економіки, заступник генерального директора з економіки державного підприємства «Суднобудівний завод імені 61 комунара» (тепер Миколаївський суднобудівний завод). Керівник фракції КПУ в Миколаївській облраді (2006—2007).
Нагороджений орденом «Знак Пошани».
Член КПРС (з 08.1970), член КПУ (з 1993), член ЦК КПУ, секретар ЦК КПУ (06.2000-07.03); член Президії ЦК КПУ (10.1997-06.2005).
У березні 1994 року — кандидат у народні депутати України, Центр. виб. окр. № 287, Миколаїв. обл., висун. тр. кол., 1-й тур — 9.86 %, 3 місце з 17 прет.
Володів англійською мовою. Захоплення: судномоделювання. 

## Депутатська діяльність
Народний депутат України 6 скликання з 11.2007 від КПУ, № 27 в списку. На час виборів: пенсіонер, член КПУ.
10 серпня 2012 року у другому читанні проголосував за Закон України «Про засади державної мовної політики», який суперечить Конституції України, не має фінансово-економічного обґрунтування і спрямований на знищення української мови. Закон було прийнято із порушеннями регламенту.
03.2006 кандидат в народні депутати України від КПУ, № 27 в списку.
Народний депутат України 4 скликання, обраний за списками Комуністичної партії України 04.2002-04.06 від КПУ, № 17 в списку. член фракції комуністів (05.2002-04.06), заступник голови Комітету з питань економічної політики, управління народним господарством, власності та інвестицій (06.2002-04.06), член Спеціальної контрольної комісії з питань приватизації (06.2002-04.06).
Народний депутат України 3 скликання 03.1998-04.2002 від КПУ, № 12. 03.1998 — кандидат в народні депутати України, виборчий округ № 129, Миколаївська область. З'яв. 64.4 %, за 20.5 %, 1 місце з 25 прет. На час виборів: заступник генерального директора ДП «Суднобудівний завод імені 61 комунара», член КПУ. Голова підКомітету з питань власності, приватизації та банкрутства Комітету з питань економічної політики, управління народним господарством, власності та інвестицій (з 07.1998); член фракції КПУ (з 05.1998).
Народний депутат України 1 скликання з 03.1990 (2-й тур) до 04.1994, Центральний виборчий округ № 285, Миколаївська область, член Комісії з питань діяльності рад народних депутатів, розвитку місцевого самоврядування. Група «За соціальну справедливість». На час виборів: Микол. ОК КПУ, 2-й секр. 1-й тур: з'яв. 73.0 %, за 23.3 %. 2-й тур: з'яв. 67.0 %, за 45.7 %. 4 суперн., (осн. — Волохов Є. П., н. 1948, член КПРС, пологовий будинок, гол. лікар, 1-й тур — 27.4 %, 2-й тур — 44.9 %).